# أندبيل (خلخال)
أندبیل هي قرية في مقاطعة خلخال، إيران. عدد سكان هذه القرية هو 1,400 في سنة 2006.